# Baza pływająca
Baza pływająca:
- zespół transportowców oraz pomocniczych jednostek pływających (warsztaty remontowe, składy amunicji i żywności, zbiornikowce, szpitale itp.) towarzyszący zespołom okrętów bojowych;
- okręt specjalnie zbudowany lub przebudowany, wyposażony w warsztaty remontowe, składy amunicji, żywności, zapasy wody słodkiej, pomieszczenia kulturalno-rozrywkowe, mieszkalne, kuchnie i łaźnie dla załóg ściśle określonych klas okrętów.